# يوكاش
بطاقة يوكاش (بالإنجليزية: Ukash)‏ من أشهر وسائل الدفع عبر الإنترنت في أوروبا مثلها مثل البطاقة الائتمانية فيزا (بالإنجليزية: visa)‏ أو ماستر كارد (بالإنجليزية: Mastercard)‏ من حيث الأهمية، ويمكن شحن رصيد بطاقة الفيزا بها لدى بعض العلامات التجارية المعتمدة لدى شركة فيزا، كما يمكن شراء بطاقات يوكاش في أكثر من 21 دولة أوروبيةويمكن الاستفادة من يوكاش في مئات المواقع عبر الإنترنت كوسيلة دفع موثوقة وآمنة.